# シリラート病院
シリラート病院（シリラートびょういん、英：Siriraj Hospital / 泰：โรงพยาบาลศิริราช）は、タイ王国バンコクのバーンコークノーイ区にある病院。

## 概要
「タイの医療の父」と呼ばれるソンクラーナカリンが生前、医学の教鞭を取っていた病院として知られ、タイ国内最大最古の病院である。また、敷地面積は東南アジア最大とも言われている。
凶悪犯罪者のミイラや液浸標本などを展示した法医学博物館などが病院敷地内に存在する。
タイ国王・プーミポンことラーマ9世が2009年に入院し、2016年10月13日に88歳で崩御した病院でもある。

## 博物館
シリラート病院は敷地内に6つの博物館を擁しており、観光地として人気がある。無料（寄付制）と有料の博物館があり、外国人は料金が高く設定されている。
- 法医学博物館（シーウィー博物館　日本では「死体博物館」の異名で知られる）

シリラート病院の建物群

- 解剖学博物館
- 寄生虫博物館
- 病理博物館
- タイ医学歴史博物館
- 先史博物館